# Comuna Ulașanivka, Slavuta
Ulașanivka (în ucraineană Улашанівка) este o comună în raionul Slavuta, regiunea Hmelnîțkîi, Ucraina, formată din satele Peremîșel, Ulașanivka (reședința) și Vaciv.

## Demografie
Componența lingvistică a comunei Ulașanivka
     Ucraineană (99%)
     Alte limbi (1%)
Conform recensământului din 2001, majoritatea populației comunei Ulașanivka era vorbitoare de ucraineană (99%), existând în minoritate și vorbitori de alte limbi.